# Barbara Kellerbauer

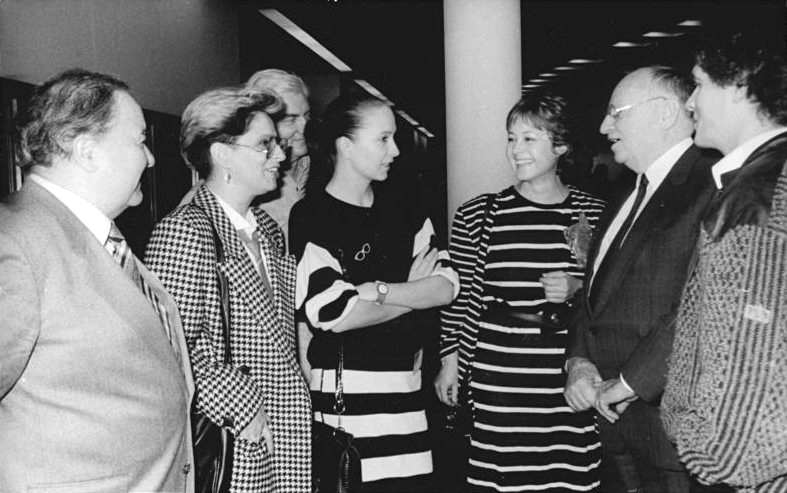
1. März 1989 in Berlin: Kongress der Unterhaltungskunst der DDR. In einer Beratungspause des ersten Tages unterhielten sich Schlagersänger Michael Hansen, Mitglied des Politbüros und Sekretär des ZK der SED Kurt Hager, Chansonsängerin Barbara Kellerbauer, Rocksängerin Ines Paulke, Sängerin und Moderatorin Dagmar Frederic und Conferencier Heinz Quermann (v.r.)

Barbara Kellerbauer (* 26. September 1943 in Freiberg) ist eine deutsche Chansonsängerin.
Bereits mit 16 Jahren wurde sie als junges Fernsehtalent von Showmaster Heinz Quermann entdeckt. An der Dresdner Hochschule für Musik Carl Maria von Weber studierte sie Chanson und Musical. Konzertreisen machten sie über die Grenzen der DDR hinaus bekannt. In den 1980er Jahren moderierte sie die Sendung Lieder, Land und Leute im DDR-Fernsehen. 1988 wurde ihr der Kunstpreis der DDR verliehen.
Seit 2003 ist Barbara Kellerbauer Präsidentin des Kulturbundes e. V. Mit Gesangsprogrammen ist sie weiterhin in Deutschland unterwegs. Unter anderem arbeitet sie mit Annekathrin Bürger, Uschi Brüning und Carola Nossek zusammen. Sie konzipiert und moderiert kulturelle Veranstaltungsreihen u. a. im Friedrichstadt-Palast und im Bezirk Marzahn-Hellersdorf von Berlin.
Sie ist Gastdozentin u. a. an der Landesmusikakademie Berlin.
Barbara Kellerbauer ist verwitwet, hat zwei erwachsene Kinder und wohnt in Berlin-Kaulsdorf.

## Diskographie
Single
- 1966 – Jerry Wolf, Barbara Kellerbauer – Die Rose War Rot / Mond Über Dem Mekong

Album
- 1979 – Barbara Kellerbauer & Gruppe – Barbara Kellerbauer & Gruppe
- 1979 – Barbara Kellerbauer & Gruppe – Schönhauser Allee
- 1989 – Barbara Kellerbauer – Es ist nicht leicht, mit dir zu leben
- 1999 – Barbara Kellerbauer – Nicht jeder Abschied macht klein
- 2002 – Barbara Kellerbauer – Lebensgruß, Barbara Kellerbauer singt Heinrich Heine